# 凱爾西維爾 (加利福尼亞州)
凱爾西維爾（英語：Kelseyville）是位於美國加利福尼亞州萊克縣的一個人口普查指定地區。

## 地理
凱爾西維爾的座標為38°58′41″N 122°50′22″W / 38.97806°N 122.83944°W，而該地0最高點為海拔高度422米（即1384英尺）。

## 人口
根據2010年美國人口普查的數據，凱爾西維爾的面積為7.487平方千米，當中陸地面積為7.472平方千米，而水域面積為0.015平方千米。當地共有人口3353人，而人口密度為每平方千米447人。